# Pachydactylus scutatus
Pachydactylus scutatus là một loài thằn lằn trong họ Gekkonidae. Loài này được Hewitt mô tả khoa học đầu tiên năm 1927.